# 阪南市コミュニティバス
阪南市コミュニティバス（はんなんしコミュニティバス）は、大阪府阪南市が運行するコミュニティバス。愛称は「さつき号」。運行は南海ウイングバスに委託し、南海ウイングバス本社営業所が運行を担当している。2003年2月1日から運行を開始した。

## 沿革
- 1999年5月：南海電鉄バスが和泉鳥取 - 山中渓駅前を休止[1]。
- 1999年6月22日：大阪府老人医療費助成制度見直しの代替として福祉バスの試行運行を開始（10月より本格運行開始）。
  - 2台のマイクロバスで6コースを平日のみ2便ずつ運行。障害者と65歳以上の高齢者のみが利用できた[2]。
- 2000年7月3日：福祉バスの増便、エリア拡大を実施[3]。
- 2003年2月1日：福祉バスに代わり、コミュニティバスの運行を開始。6コースを平日5便、土休日4便ずつ。
- 2004年8月16日：停留所新設、時刻変更[4]。
- 2006年8月16日：バスを1台増車し、一部コースを増便。停留所新設。
- 2010年6月21日：緑ヶ丘・さつき台コースのうち、1便が「ふれ愛ホーム前」経由となる。
- 2014年6月10日：全コースから「地域交流館・尾崎公民館」（現・「おざき出会い館」）へアクセスできるよう、ルートを変更。その他停留所新設、時刻変更[5]。
- 2016年4月1日：せんなん里海公園や箱作公園へのアクセス強化を図るため、いずみが丘・箱の浦コースの運行ルートを一部変更。その他停留所新設、時刻変更[6]。
- 2019年5月7日：車両2台をノンステップバスに更新、同時にダイヤ改正[7]。
- 2022年10月11日：以下のように変更[8]。
  - 路線バス（尾崎線、阪南スカイタウン線）の日中の運行を取りやめたため、並行する緑ヶ丘・さつき台コース、桃の木台・万葉台コースを増便。また路線バスの定期券で並行するコミュニティバスを利用できるようになった[9]。
  - 尾崎コース、山中渓・桜ヶ丘コースを減便。昼過ぎまでの運行となり、本数も1日1-3本となる。
  - 桑畑地区を経由するコースを、桃の木台・万葉台コースから緑ヶ丘・さつき台コースに変更。

## 運行形態
- 基本的に毎日運行。年末年始（12月30日～1月3日）は運休する。祭礼時（10月上旬頃）は尾崎駅・波太神社周辺の絡むルートは運休または区間短縮する。
- 全6コース。ただしルートが複数存在するコースや一部停留所の通過を行う便が多く設定されている。
- おおむね8時から18時にかけて運行する。ただし尾崎コースと山中渓・桜ヶ丘コースは14時ごろまでの運行。

## 運賃
- 運賃は小学生も含め100円。未就学児は無料。障害者は事前に申請をし、無料パスの交付を受けることで無料となる。
- 支払いは降車時。乗り継ぎによる割り引きはない。
- 全国共通交通系ICカードの利用が可能。
- なんかいバスカードは利用できない。
- 路線バス（尾崎線、阪南スカイタウン線）の定期券で並行するコミュニティバスを利用できる。ただし路線バスに存在しない停留所で乗降することはできない[9]。

## 路線
主な経由地のみ掲載。括弧内は一部の便のみ経由する。
桃の木台・万葉台コース、いずみが丘・箱の浦コースは基本的には大阪府道752号和歌山阪南線を経由するが、便によってはバイパス（第二阪和国道）を経由するものがある。

### 尾崎コース
南海線より浜手かつ鳥取ノ荘駅より北側の地域を担っている。
- （阪南市役所）→阪南市民病院→尾崎駅前→尾崎公団北→温水プール→尾崎駅北→新町→保健センター→阪南市役所（→阪南市民病院）

「温水プール」停留所には泉南市コミュニティバスも乗り入れている。

### 山中渓・桜ヶ丘コース
和泉鳥取駅の北側と山中渓方面を担っている。
- （阪南市役所）→（阪南市民病院）→尾崎駅前→和泉鳥取駅前→山中渓駅前→和泉鳥取駅前→桜ヶ丘→ふれ愛ホーム前→（尾崎駅前）→阪南市役所

### 緑ヶ丘・さつき台コース
市役所付近から和泉鳥取駅に向かい、駅の南にある緑ヶ丘とさつき台、一部は桑畑地区を経由したのち市役所付近に戻る経路と、南海ウイングバスの尾崎線を引き継いだ経路の2つがある。
- 尾崎駅前→（阪南市民病院）→和泉鳥取駅前→緑ヶ丘3丁目→さつき台南→（桑畑）→石田→（阪南市民病院）→尾崎駅前
- 尾崎駅前→和泉鳥取[10]→石田→尾崎駅前

2022年10月11日改正以前は桑畑経由の便はなかった。また、ふれ愛ホーム前経由の便があった。

### 光陽台・舞コース
鳥取ノ荘駅の山手を担っている。
- （尾崎駅前→阪南市民病院）→阪南市役所→保健センター→鳥取ノ荘駅前→（鳥取三井）→光陽台2丁目→舞4丁目→鳥取ノ荘駅前→保健センター→阪南市役所（→阪南市民病院→尾崎駅前）

### 桃の木台・万葉台コース
箱作駅の南側を主に担っている。南海ウイングバスの阪南スカイタウン線と経路が重複する。
- （尾崎駅前）→（阪南市民病院）→阪南市役所→保健センター→箱作駅前→（万葉台住民センター）→桃の木台1丁目→（万葉台住民センター）→箱作駅前→保健センター→阪南市役所→（阪南市民病院）→（尾崎駅前）
- 尾崎駅前→阪南市民病院→阪南市役所→保健センター→箱作駅前→万葉台住民センター→桃の木台1丁目→箱作駅前
- 箱作駅前→桃の木台1丁目→箱作駅前→保健センター→阪南市役所

かつては貝掛発の便もあった。2022年10月11日改正以前は桑畑経由の便、尾崎線と同じ経路を通る便があった。

### いずみが丘・箱の浦コース
箱作駅の西側を担っている。かつては箱作駅前発の便もあった。
- （尾崎駅前→阪南市民病院→）阪南市役所→（保健センター）→箱作駅前→いずみが丘中→鴻和住民センター→箱の浦西→箱作駅前→阪南市役所（→阪南市民病院→尾崎駅前）

### 鉄道との接続
- 尾崎駅（南海本線）
- 鳥取ノ荘駅（南海本線）
- 箱作駅（南海本線）
- 和泉鳥取駅（阪和線）
- 山中渓駅（阪和線）

## 車両
現在、4台のノンステップバス（日野・ポンチョ）で運行されている。2019年5月にショート1ドア車が2台、2022年にロング2ドア車が2台導入され、既存の車両を置き換えた。
当初は日野・リエッセ3台、2006年より4台で運行していた。ツーステップバスだが、ステップリフトバスのため車椅子での乗車は可能であった。